# Port lotniczy Bangi
Port lotniczy Bangi M'Poko – międzynarodowy port lotniczy w Republice Środkowoafrykańskiej. Leży 7 km na północny zachód od centrum stolicy i jest największym portem lotniczym kraju.

## Linie lotnicze i połączenia
| Linia Lotnicza     | Kierunek                             |
| ------------------ | ------------------------------------ |
| Air Côte d'Ivoire  | 1. Abidżan 2. Douala                 |
| Air France         | 1. Jaunde 2. Paryż-Charles de Gaulle |
| ASKY Airlines      | 1. Douala 2. Lomé                    |
| Camair-Co          | 1. Douala 2. Jaunde                  |
| Ethiopian Airlines | 1. Addis Abeba                       |
| Karinou Airlines   | 1. Douala 2. Kotonu                  |
| Kenya Airways      | 1. Douala 2. Entebbe 3. Nairobi      |
| Royal Air Maroc    | 1. Casablanca                        |
| RwandAir           | 1. Douala 2. Kigali                  |